# Ludweis-Aigen
Ludweis-Aigen is een gemeente in de Oostenrijkse deelstaat Neder-Oostenrijk, gelegen in het district Waidhofen an der Thaya (WT). De gemeente heeft ongeveer 1000 inwoners.

## Geografie
Ludweis-Aigen heeft een oppervlakte van 51,18 km². Het ligt in het noordoosten van het land, ten noordwesten van de hoofdstad Wenen.
Dietmanns · Dobersberg · Gastern · Groß-Siegharts · Karlstein an der Thaya · Kautzen · Ludweis-Aigen · Pfaffenschlag bei Waidhofen · Raabs an der Thaya · Thaya · Vitis · Waidhofen an der Thaya · Waidhofen an der Thaya-Land · Waldkirchen an der Thaya · Windigsteig
- Gemeinsame Normdatei: 4800787-0
- Virtual International Authority File: 243210540